# Svir
Svir (russisk: Свирь, finsk: Syväri) er en flod i den nordøstlige del af Leningrad oblast i Rusland. Den løber fra Onegasøen vest på til Ladogasøen, og forbinder dermed de to største søer i Europa. Svir er den største flod, som har sin udmunding i Ladoga. 
Efter Peter den Store forbandt Svir med Nevafloden gennem Ladogakanalen, har floden været en del af vandvejen mellem Volga og Østersøen. Der ligger to vandkraftværker på Svir. 
Floden flyder forbi Aleksandro-Svirskij klosteret, som rummede Svirlag (en af de mest berygtede Gulag lejre). Der var heftige kampe i området omkring floden under Fortsættelseskrigen 1941–1944.
På den højre bred af den nedre Svir ligger Nizjne-Svirskij Naturreservatet, der blev etableret i 1980.

## Største bifloder
- Vazhinka (højre)
- Oyat (venstre)
- Pasha (venstre)

## Byer langs Svir
- Podporozje
- Lodejnoje Pole